# Essam Rajab Blal
Essam Rajab Blal (ur. 15 września 1978) – piłkarz libijski grający na pozycji obrońcy.

## Kariera klubowa
Blal jest zawodnikiem klubu Olympic Azzaweya.

## Kariera reprezentacyjna
W 2006 roku Blal został powołany do kadry Libii na Puchar Narodów Afryki 2006, na którym był rezerwowym i nie rozegrał żadnego spotkania.